# Henckelia holttumii
Henckelia holttumii är en tvåhjärtbladig växtart som först beskrevs av Murray Ross Henderson, och fick sitt nu gällande namn av A. Weber. Henckelia holttumii ingår i släktet Henckelia och familjen Gesneriaceae. Inga underarter finns listade i Catalogue of Life.